# 651 هـ
651 هـ هي سنة في التقويم الهجري امتدت مُقابلةً في التقويم الميلادي بين سنتي 1253 و1254.

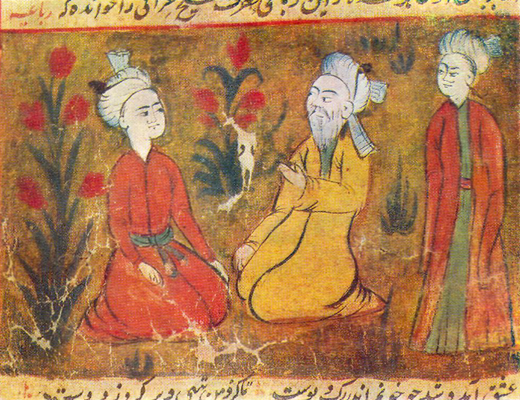
أمير خسرو

## مواليد
- أبو يحيى زكرياء الأول
- أمير خسرو